# Sillans-la-Cascade
Sillans-la-Cascade este o comună în departamentul Var din sud-estul Franței. În 2009 avea o populație de 583 de locuitori.

## Evoluția populației
| An        | 1975 | 1982 | 1990 | 1999 | 2006 | 2009 |
| --------- | ---- | ---- | ---- | ---- | ---- | ---- |
| Populație | 249  | 343  | 438  | 414  | 512  | 583  |